# Marathyssa ocularis
Marathyssa ocularis är en fjärilsart som beskrevs av Butler 1875. Marathyssa ocularis ingår i släktet Marathyssa och familjen nattflyn. Inga underarter finns listade i Catalogue of Life.